# Georgi Metschkonew

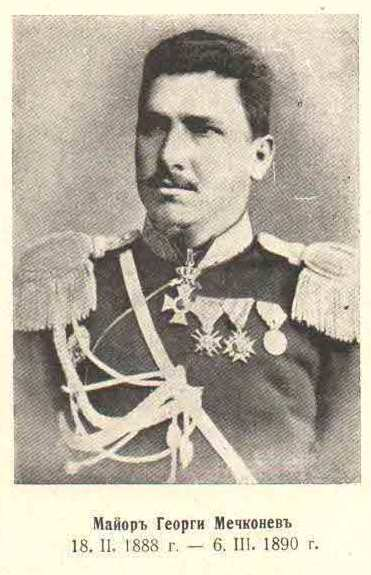
Georgi Metschkonew

Georgi Wassilew Metschkonew (auch Georgi Vasilev Mechkonev geschrieben, bulgarisch Георги Василев Мечконев,  Schreibweise bis 1945 Георги Василевѣ Мечконевѣ; * 20. April 1858 in Pirot, Osmanisches Reich (heute in Serbien); † 10. Oktober 1930 in Swischtow, Bulgarien) war ein bulgarischer Freiheitskämpfer und Offizier.

## Leben
Georgi Metschkonew wurde 1858 in der nach dem Berliner Kongress (1878) zu Serbien zugehörigen Stadt Pirot geboren. In der Region Pirot und in Südostserbien allgemein lebt bis heute eine bulgarische Minderheit. 1875 war Metschkonew, neben Todor Kableschkow einer der Gründer des revolutionären Komitee von Pirot der Inneren Revolutionären Organisation (IRO). Das Ziel der IRO war ein großangelegter Aufstand, der zur Befreiung der unter osmanischer Herrschaft lebenden Bulgaren führen sollte. Nach dem Scheitern des Aprilaufstandes floh Metschkonew ins Fürstentum Rumänien, wo eine große bulgarische Exilgemeinschaft lebte.
Im Russisch-türkischen Krieg von 1877 bis 1878 kämpfte als Freiwilliger im Bulgarischen Freiwilligen-Korps der russischen Armee und nahm an der Schlacht am Schipkapass teil. Für seine Tapferkeit wurde er zum Unteroffizier ernannt.
Nach der Befreiung Bulgariens diente Metschkonew in der neu formierten bulgarischen Armee und nach der Gründung der Militärakademie in der bulgarischen Hauptstadt Sofia war er Teil des ersten Jahrgangs. Er beendete die Akademie 1879 mit dem Dienstgrad Unterleutnant und am 9. Juli 1881 wurde zum Leutnant ernannt. Ab 1883 lernte Metschkonew an der Militärjuristische Akademie Sankt Petersburg.
Während des Serbisch-Bulgarischen Krieg (1885) war Metschkonew Hauptmann im Generalstab der bulgarischen Armee. Er kämpfte in der Schlacht bei Sliwniza und als Teil des Erkundungstrupps beim Vorrücken der bulgarischen Streitkräfte auf seiner Heimatstadt Pirot (→Schlacht von Pirot). Dabei spielten seine Erfahrungen als Freiheitskämpfer aus der Region eine nennenswerte Rolle. Nach dem Krieg befehligt Metschkonew von 1888 bis 1891 den 5ten Infanteriebataillon in Russe und von 1891 bis 1895 den 11ten Infanteriebataillon in Sliwen, als er zum Stabschef der 6ten Infanteriedivision ernannt wurde. Am 3. Juli 1899 beendete er seine Militärlaufbahn in ging in die Reserve.
Georgi Metschkonew verstarb am 10. Oktober 1930 in der Donaustadt Swischtow.

## Auszeichnungen
- Militärorden für Tapferkeit VI. Klasse
- Bulgarischer St. Alexander-Orden, II. und III. Klasse
- Bulgarischer Verdienstorden

## Bibliographie
- „Спомени на майор Мечконев за Сръбско-българската война. Врабча“ (Erinnerungen aus dem Serbisch-bulgarischen Krieg von  Metschkonew)
- „За войната, която Сърбия ни обяви в 1885 г.“, в-к „Независимост“,броеве 2571-2585 от 1929 - 1930 г.